# Natació als Jocs Olímpics d'estiu de 1992 - 50 metres lliures femenins
La prova de 50 metres lliures femenins dels Jocs Olímpics d'estiu de 1992 va tenir lloc el 31 de juliol a les Piscines Bernat Picornell de Barcelona.

## Rècords
Abans d'aquesta competició, els rècords mundials i olímpics existents eren els següents.
| Rècord mundial | Yang Wenyi (CHN)   | 24.98 | Guangzhou, China   | 11 abril 1988    |
| Rècord olímpic | Kristin Otto (GDR) | 25.49 | Seoul, South Korea | 25 setembre 1988 |

Durant la competició es van establir els següents rècords:
| Data         | Ronda   | Nom        | Nacionalitat | Temps | Registre |
| ------------ | ------- | ---------- | ------------ | ----- | -------- |
| 31 de juliol | Final A | Yang Wenyi | Xina         | 24.79 | WR       |

## Resultats

### Classificació
Regla: els vuit nedadors més ràpids avancen a la final A (Q), mentre que els vuit següents a la final B (q).
| #  | Heat | Carril | Nom                              | Nacionalitat              | Temps | Notes |
| -- | ---- | ------ | -------------------------------- | ------------------------- | ----- | ----- |
| 1  | 6    | 5      | Zhuang Yong                      | Xina                      | 25.56 | Q     |
| 2  | 5    | 4      | Angel Martino                    | Estats Units              | 25.63 | Q     |
| 2  | 7    | 4      | Jenny Thompson                   | Estats Units              | 25.63 | Q     |
| 4  | 5    | 3      | Catherine Plewinski              | França                    | 25.78 | Q     |
| 5  | 6    | 4      | Simone Osygus                    | Alemanya                  | 25.79 | Q     |
| 6  | 7    | 5      | Yang Wenyi                       | Xina                      | 25.84 | Q     |
| 7  | 5    | 5      | Inge de Bruijn                   | Països Baixos             | 25.86 | Q     |
| 8  | 5    | 2      | Natalya Meshcheryakova           | Equip Unificat            | 25.89 | Q     |
| 9  | 7    | 3      | Franziska van Almsick            | Alemanya                  | 25.96 | q     |
| 10 | 5    | 6      | Marianne Kriel                   | Sud-àfrica                | 26.05 | q     |
| 11 | 6    | 3      | Lisa Curry                       | Austràlia                 | 26.07 | q     |
| 12 | 7    | 6      | Andrea Nugent                    | Canadà                    | 26.29 | q     |
| 13 | 5    | 8      | Kristin Topham                   | Canadà                    | 26.32 | q     |
| 14 | 6    | 2      | Linda Olofsson                   | Suècia                    | 26.43 | q     |
| 14 | 7    | 8      | Marianne Muis                    | Països Baixos             | 26.43 | q     |
| 16 | 6    | 7      | Yevgeniya Yermakova              | Equip Unificat            | 26.45 | q     |
| 17 | 6    | 8      | Julie Blaise                     | França                    | 26.48 |       |
| 18 | 7    | 2      | Gitta Jensen                     | Dinamarca                 | 26.54 |       |
| 19 | 6    | 1      | Cristina Chiuso                  | Itàlia                    | 26.72 |       |
| 20 | 5    | 1      | Ayako Nakano                     | Japó                      | 26.74 |       |
| 21 | 4    | 5      | Luminița Dobrescu                | Romania                   | 26.76 |       |
| 21 | 4    | 3      | Claudia Franco                   | Espanya                   | 26.76 |       |
| 23 | 5    | 7      | Louise Karlsson                  | Suècia                    | 26.77 |       |
| 24 | 4    | 4      | Karen Pickering                  | Regne Unit                | 26.78 |       |
| 25 | 4    | 6      | Mette Nielsen                    | Dinamarca                 | 26.80 |       |
| 25 | 6    | 6      | Karen van Wirdum                 | Austràlia                 | 26.80 |       |
| 27 | 7    | 7      | Toni Jeffs                       | Nova Zelanda              | 26.90 |       |
| 27 | 7    | 1      | Alison Sheppard                  | Regne Unit                | 26.90 |       |
| 29 | 4    | 7      | Martina Moravcová                | Txecoslovàquia            | 26.92 |       |
| 30 | 4    | 2      | Diana Ureche                     | Romania                   | 26.96 |       |
| 31 | 3    | 3      | Minna Salmela                    | Finlàndia                 | 27.00 |       |
| 32 | 3    | 6      | Rania Elwani                     | Egipte                    | 27.20 |       |
| 33 | 3    | 4      | Eva Gysling                      | Suïssa                    | 27.21 |       |
| 34 | 2    | 4      | Joscelin Yeo                     | Singapur                  | 27.36 |       |
| 34 | 3    | 5      | Shina Matsudo                    | Japó                      | 27.36 |       |
| 36 | 3    | 2      | Robyn Lamsam                     | Hong Kong                 | 27.40 |       |
| 37 | 3    | 7      | Monica Dahl                      | Namíbia                   | 27.45 |       |
| 38 | 2    | 5      | Marja Pärssinen                  | Finlàndia                 | 27.49 |       |
| 39 | 3    | 1      | Joshua Ikhaghomi                 | Nigèria                   | 27.53 |       |
| 40 | 2    | 7      | Shelley Cramer                   | I. Verges Nord-americanes | 27.84 | NR    |
| 41 | 1    | 7      | Keren Regal                      | Israel                    | 27.93 |       |
| 42 | 4    | 1      | Helga Sigurðardóttir             | Islàndia                  | 27.94 |       |
| 43 | 1    | 2      | Vola Hanta Ratsifa Andrihamanana | Madagascar                | 28.22 |       |
| 44 | 2    | 3      | Ratiporn Wong                    | Tailàndia                 | 28.42 |       |
| 45 | 2    | 6      | Ana Joselina Fortin              | Hondures                  | 28.59 |       |
| 46 | 2    | 2      | May Ooi                          | Singapur                  | 28.77 |       |
| 47 | 1    | 5      | Sharon Pickering                 | Fiji                      | 28.90 |       |
| 48 | 1    | 3      | Paola Peñarrieta                 | Bolívia                   | 29.71 |       |
| 49 | 1    | 6      | Sara Casadei                     | San Marino                | 30.05 |       |
| 50 | 1    | 4      | Elsa Freire                      | Angola                    | 30.17 |       |

### Finals

#### Final B
| #  | Carril | Nom                   | Nacionalitat   | Temps | Notes |
| -- | ------ | --------------------- | -------------- | ----- | ----- |
| 9  | 3      | Lisa Curry            | Austràlia      | 25.87 |       |
| 10 | 2      | Kristin Topham        | Canadà         | 26.17 |       |
| 11 | 7      | Marianne Muis         | Països Baixos  | 26.24 |       |
| 11 | 6      | Andrea Nugent         | Canadà         | 26.24 |       |
| 13 | 5      | Marianne Kriel        | Sud-àfrica     | 26.47 |       |
| 14 | 8      | Yevgeniya Yermakova   | Equip Unificat | 26.49 |       |
| 15 | 1      | Linda Olofsson        | Suècia         | 26.51 |       |
| 16 | 4      | Franziska van Almsick | Alemanya       | DSQ   |       |

#### Final A
| # | Carril | Nom                    | Nacionalitat   | Temps | Notes |
| - | ------ | ---------------------- | -------------- | ----- | ----- |
| 1 | 7      | Yang Wenyi             | Xina           | 24.79 | WR    |
| 2 | 4      | Zhuang Yong            | Xina           | 25.08 |       |
| 3 | 3      | Àngel Martino          | Estats Units   | 25.23 |       |
| 4 | 6      | Catherine Plewinski    | França         | 25.36 | NR    |
| 5 | 5      | Jenny Thompson         | Estats Units   | 25.37 |       |
| 6 | 8      | Natàlia Meshcheryakova | Equip Unificat | 25.47 |       |
| 7 | 2      | Simone Osygus          | Alemanya       | 25.74 |       |
| 8 | 1      | Inge de Bruijn         | Països Baixos  | 25.84 |       |